# Донских, Иван Григорьевич
Иван Григорьевич Донских (14 [27] января 1917 — 12 октября 1997) — командир 1-го дивизиона 538-го миномётного полка 33-й армии 1-го Белорусского фронта, старший лейтенант. Герой Советского Союза.

## Биография

### Ранние годы
Иван Григорьевич Донских родился 27 января 1917 года в селе Усть-Мосиха ныне Ребрихинского района Алтайского края в семье русского крестьянина. Окончив 9 классов, Донских поступил в Барнаульское педагогическое училище, которое окончил в 1937 году. Работал учителем в средней школе и участвовал в организации колхоза в родном селе.
С 23 октября 1939 года проходил службу в рядах РККА. В 1941 году был принят в КПСС.

### Участие в Великой Отечественной войне
С июня 1941 года Донских принимал участие в боевых действиях на фронтах Великой Отечественной войны. Воевал помощником командира взвода, командиром взвода, миномётной батареи, дивизиона на Балтийском флоте, Ленинградском, 1-м Белорусском и 3-м Белорусском фронтах. Участвовал в обороне военно-морской базы Балтийского флота Ханко — в 1941 году; в обороне Ленинграда (в частности, Дороги жизни и Шлиссельбургского побережья) — в 1942 году; в прорыве блокады и освобождении Шлиссельбурга — в 1943 году (тогда же с отличием окончил артиллерийско-миномётные курсы Ленинградского военного округа); в окончательном снятии блокады, освобождении Каунаса — в 1944 году. Был дважды ранен, но всегда возвращался в свою часть.
В начале марта 1945 года, в ходе Висло-Одерской операции, командир 1-го дивизиона 538-го миномётного полка старший лейтенант Донских принял участие в боях по расширению плацдарма на реке Одер в районе населённого пункта Фогельзанг (20 км юго-восточнее города Франкфурт-на-Одере, Германия). Точная артиллерийская подготовка Донских позволила подавить огневую систему противника, обеспечив успех наступления стрелковых подразделений. Заняв Фогельзанг, Донских с дивизионом отразил 13 контратак фашистов силою от взвода до двух рот каждая, дважды вызывая огонь на себя. Всего, за период со 2-е по 5-е марта, 1-м дивизионом было уничтожено более 400 солдат и офицеров противника, два ДЗОТа, четыре наблюдательных пункта, три миномётных и две артиллерийских батареи и семь противотанковых орудий. При этом было подавлено три станковых и десять ручных пулемётов противника.
В дальнейшем Донских принимал участие в битве за Берлин.
Указом Президиума Верховного Совета СССР от 31 мая 1945 года за образцовое выполнение заданий командования в борьбе против немецко-фашистских захватчиков и проявленные при этом мужество и героизм Ивану Григорьевичу Донских было присвоено звание Героя Советского Союза с вручением Ордена Ленина и медали «Золотая Звезда» (№ 6998).

### После войны
После войны Донских продолжил службу в армии. В 1948 году окончил Высшую офицерскую артиллерийскую школу, где служил заместителем начальника штаба.
С 1956 года майор Донских — в запасе. Работал директором чугунолитейного завода в Новосибирске, старшим инженером по технике безопасности на заводе точного машиностроения. С 1979 года жил в Майкопе Республики Адыгея.
12 октября 1997 года Иван Григорьевич Донских скончался. Похоронен в Майкопе с воинскими почестями на ветеранском участке Майкопского городского кладбища.

## Награды
Советские:
- Медаль «Золотая Звезда»[1].
- Орден Ленина[3].
- Орден Александра Невского[4].
- Орден Отечественной войны I степени[5].
- Орден Отечественной войны I степени.
- Орден Красной Звезды.
- Медаль «За оборону Ленинграда»[6].
- Медаль «В ознаменование 100-летия со дня рождения Владимира Ильича Ленина».
- Медаль «За победу над Германией в Великой Отечественной войне 1941—1945 гг.» (9 мая 1945[7]).
- Юбилейная медаль «Двадцать лет Победы в Великой Отечественной войне 1941—1945 гг.» (7 мая 1965[8]).
- Юбилейная медаль «Тридцать лет Победы в Великой Отечественной войне 1941—1945 гг.»..
- Медаль «Сорок лет Победы в Великой Отечественной войне 1941—1945 гг.».
- Медаль «50 лет Победы в Великой Отечественной войне 1941—1945 гг.».
- Медаль «Ветеран Вооружённых Сил СССР».
- Медаль «30 лет Советской Армии и Флота».
- Юбилейная медаль «40 лет Вооружённых Сил СССР».
- Медаль «За безупречную службу» I степени.
- Медаль «За безупречную службу» II степени.
- Медаль «За безупречную службу» III степени.
- Знак МО СССР «25 лет Победы в Великой Отечественной войне» (24 апреля 1970[9]).
- Знак «Гвардия».

Польские:
- Медаль «За Варшаву 1939—1945».
- Медаль Заслуженным на поле Славы.
- Медаль «За Одру, Нису и Балтику».

## Память
- Имя Героя высечено золотыми буквами в зале Славы Центрального музея Великой Отечественной войны в Парке Победы города Москва.
- Похоронен на Аллее Славы городского кладбища города Майкоп.
- На могиле установлен надгробный памятник.
- В Майкопе на доме, где жил Герой, установлена мемориальная доска.
- Имя Героя высечено золотыми буквами на Мемориале Славы в городе Барнаул.
- Имя Героя высечено золотыми буквами на Аллее Героев у Монумента Славы в городе Новосибирске.